# Marie-Claude Charmasson
Pour les articles homonymes, voir Charmasson et Beaumont.
Marie-Claude Charmasson, alias Marie-Claude Beaumont, née le 17 septembre 1941 à Grenoble, est une pilote automobile française.

## Biographie
Marie Claude « Beaumont » est l'aînée d'une famille de huit enfants. Son père, Jean Charmasson tenait une concession Citroën à Gap. Il participe au rallye Monte-Carlo (3e de l' édition 1953) sous le No 391  (équipage Roger Marion - Jean Charmasson) sur Citroën 15/6. Ensuite avec une Citroën DS 19, immatriculée 391 U 05, il se présente à l'édition de 1956, équipage Roger Marion, Jean Charmasson et Maurice Peyrot, sous le numéro 98.
Elle est d'abord copilote de Claudine Trautmann sous son propre nom. Elle adopte ensuite le pseudonyme de Marie-Claude « Beaumont » (le nom de jeune fille de sa mère et celui de résistant de son père) en avril 1964, pour éviter de porter préjudice à l'activité de son père, lorsque l'équipage quitte Citroën pour Lancia.
Elle a ensuite été pilote de rallye pendant dix ans, de 1965 à 1974. Elle court alors sur NSU 1000 (équipe Celda de 1966 à 1968), Opel Kadett, Opel Commodore, Chevrolet Corvette, Chevrolet Camaro (équipe Greder Racing de 1969 à 1974).
Entre 1974 et 1976, elle court en circuit sur une Opel Commodore GSE, une Alpine A440/A441 (dont elle partage le volant, sous la déclinaison A441 avec Lella Lombardi en Championnat du monde des marques) et une Lola T290.
À la fin de l'année 1975, elle tente même de participer au Grand Prix de Formule 2 à Vallelunga, sur la monoplace Elf 2, sans arriver à se qualifier. Sa carrière s'achève sur une BMW 3.5 CSI, dans le cadre du championnat des voitures de production en 1976.
Elle est ensuite engagée par Renault Sport pour s'occuper des relations avec la presse entre 1977 et 1982.
Marie Claude « Beaumont » devient ensuite photographe professionnelle sur les Grand Prix de Formule 1 et les 24 Heures du Mans, et elle épouse un de ses confrères suisse.

## Palmarès

### Copilote de rallye
- Rallye des Routes du Nord : Coupe des Dames en 1964 (avec Claudine Bouchet) ;
- Rallye Lyon-Charbonnières : catégorie Tourisme en 1966 (avec Henri Greder sur Ford Mustang HP)[6] ;

### Pilote de rallye

#### Palmarès en championnat
- Championnat de France des rallyes : 3e en 1970 (334 points), 6e en 1971, et 11e en 1969 ;
- Championne d'Europe des rallyes en 1972, sur Opel Ascona A ;
- Championne de France des rallyes : à 4 reprises (record Claudine Bouchet-Trautmann avec 6 titres), en 1969, 1970 (copilote Martine de La Grandive), 1971 (copilote Martine de La Grandive), et 1972 (copilote Christiane Giganot) ;
- Vice-championne de France des rallyes en 1966 ;
- Championne de France des circuits : 1974, et 1975 (5e au général) ;

#### Palmarès par rallye
- Rallye Monte-Carlo : Coupe des Dames en 1970 ;
- Rallye du Portugal : Coupe des Dames en 1970 et 1972 ;
- RAC Rally : Coupe des Dames en 1970, 1971 et 1972 (Opel Commodore, puis Ascona) ;
- Rallye de Catalogne : Coupe des Dames en 1972 ;
- Tour de France automobile : Coupe des Dames à 4 reprises, en 1969 avec Michèle Dubosc sur Chevrolet Camaro (11e au général et 1re en tourisme de série Gr.1), 1971 avec Martine de la Grandrive sur Chevrolet Camaro Z28 (18e au général et 1re en tourisme de série Gr.1), 1972 avec Christine Giganot sur Chevrolet Corvette (5e au général) et 1973 encore avec Christine Giganot sur Opel Commodore GSE (12e au général et 1re du Gr.1) ;
- Tour de Corse : Coupe des Dames en 1966, 1969, 1970 et 1972 ;
- Critérium des Cévennes : Coupe des Dames en 1965, 1967, 1968 et 1971 ;
- Coupe des Alpes : Coupe des Dames en 1969 et 1971 ;
- Rallye des Tulipes : Coupe des Dames en 1970 ;
- Ronde Cévenole : Coupe des Dames en 1971.

### Circuits et endurance

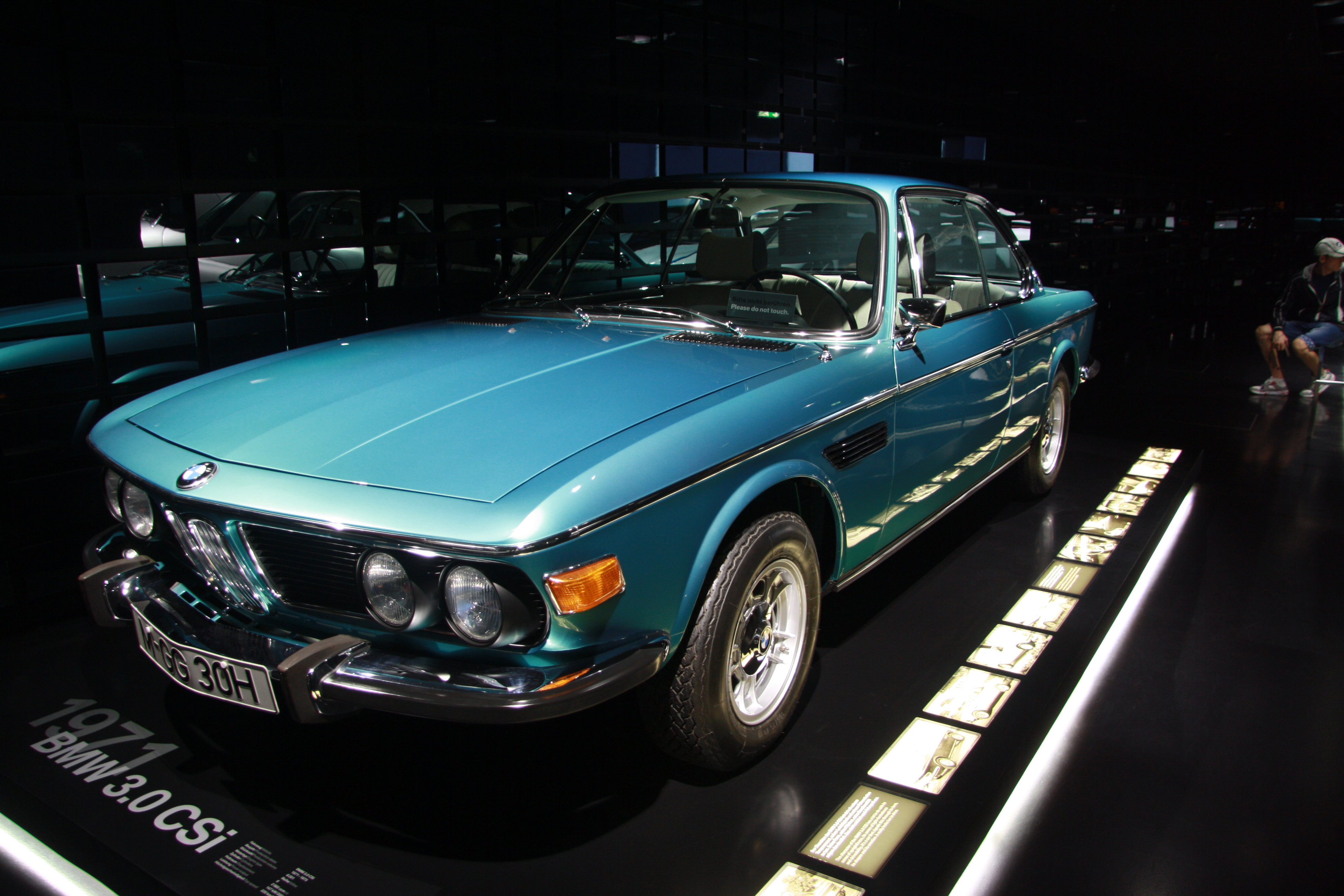
BMW 3.0 CSi au Musée BMW de Munich

- 1971 (janvier) : participation aux Records mondiaux de vitesse sur Opel GT diesel, avec Henri Greder et 4 autres pilotes de renommée internationale et de diverses nationalités européennes ;
- 1974 (championnat de France des circuits) : vainqueur au Circuit Paul-Ricard et à Croix-en-Ternois (les deux sur Opel Commodore GSE) ;
- 1974 (coupe de l’AGACI) : vainqueur à Montlhéry (sur Alpine A440) ;
- 1975 : vainqueur en catégorie 2L. aux 1 000 kilomètres de Monza (avec Lella Lombardi, sur Alpine A441) ;
- 1975 : vainqueur en Classe B aux Bathurst 1000 (avec John Leffler, sur Alfa Romeo 2000 GTV) ;
- 1976 : vainqueur de la toute première course du Championnat de France de Supertourisme, la Coupe de l’ACF à Montlhéry sur BMW 3.0 CSi[7] ;
- Six participations aux 24 Heures du Mans : quatre avec Henry Gréder (patron du Gréder Racing) en 1971, 1972, 1973 et 1974) sur Chevrolet Corvette, une avec Lella Lombardi sur Alpine A 441 en 1975 (team Elf Switzerland), et une en 1976 avec Didier Pironi et Bob Wollek sur Porsche 934 3.0L Turbo Flat-6 (team Porsche Kremer Racing), classée 19e.

| Année | Équipe                 | Véhicule                    | Coéquipier     | Coéquipier    | Classement | Cause d'abandon  |
| ----- | ---------------------- | --------------------------- | -------------- | ------------- | ---------- | ---------------- |
| 1971  | Greder Racing          | Chevrolet Corvette Stingray | Henri Greder   |               | Abandon    | Moteur           |
| 1972  | Greder Racing Team     | Chevrolet Corvette Stingray | Henri Greder   |               | Abandon    | Accident         |
| 1973  | Greder Racing Team     | Chevrolet Corvette Stingray | Henri Greder   |               | 12e        |                  |
| 1974  | Henri Greder           | Chevrolet Corvette Stingray | Henri Greder   |               | 18e        |                  |
| 1975  | Équipe Elf Switzerland | Alpine A441                 | Lella Lombardi |               | Abandon    | Panne électrique |
| 1976  | Porsche Kremer Racing  | Porsche 934                 | Bob Wollek     | Didier Pironi | 19e        |                  |

### Records du monde

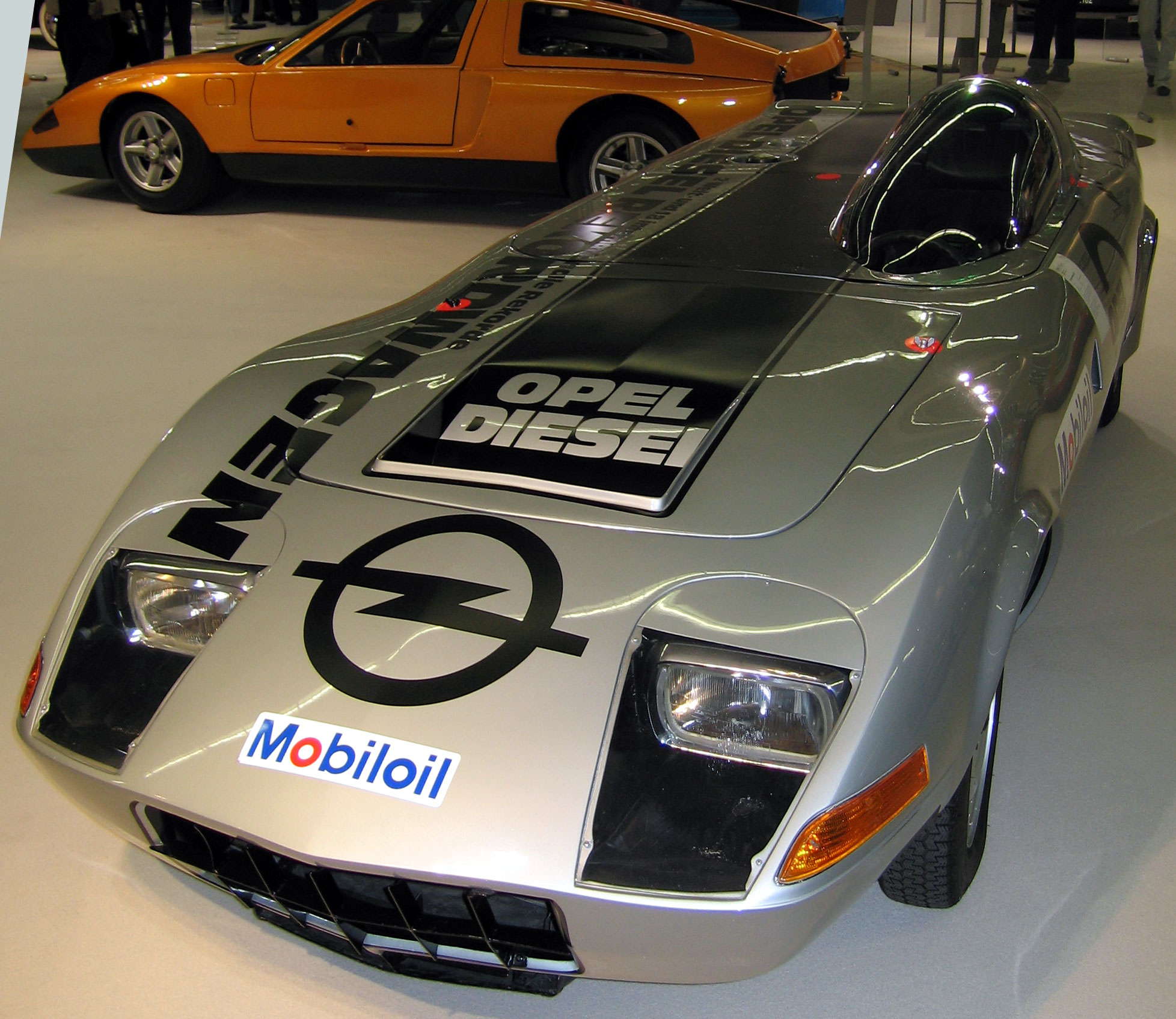
L'Opel GT des records mondiaux de vitesse en 1972.

Marie-Claude « Beaumont » a établi de nombreux records pour Opel (classe 8), associée à Paul Frère, Henri Greder et Sylvia Österberg, ainsi qu'à Joachim Springer (Allemagne) et Giorgio Pianta (Italie), entre 1 et 10 000 kilomètres le 1er juin 1972 à Dudenhofen, en Catégorie A3 Groupe 3.